# Piazza delle Erbe (Mantoue)
La Piazza delle Erbe (« place des Herbes ») est une des places principales de la ville de Mantoue, dans la région de la Lombardie en Italie.
Elle se nommait à la Renaissance Piazza de Mercadanti.
Plusieurs maisons y témoignent de la participation des Mantouans à la rénovation de leur ville voulue par le marquis Ludovic Gonzague à partir de 1470. La maison du marchand d'origine milanaise  Giovanni Boniforte de Concorezzo est ornée de décorations en terre cuite réalisées en 1455, et celle de la maison dite du Chapelier toute proche, de fresques inspirées de Mantegna.
La tour de l'horloge fut construite à partir de 1470 entre le Palazzo della Ragione et la rotonde San Lorenzo pour accueillir une horloge astronomique réalisée par le mathématicien et astrologue Bartolomeo Manfredi, un élève de Victorin de Feltre. Cette construction, située sur l'axe reliant la cathédrale à l'église Saint-Sébastien, est hautement symbolique car elle mettait en évidence le rôle central des Gonzague dans l'organisation de l'espace urbain et dans le temps sacré ou profane.

## Galerie

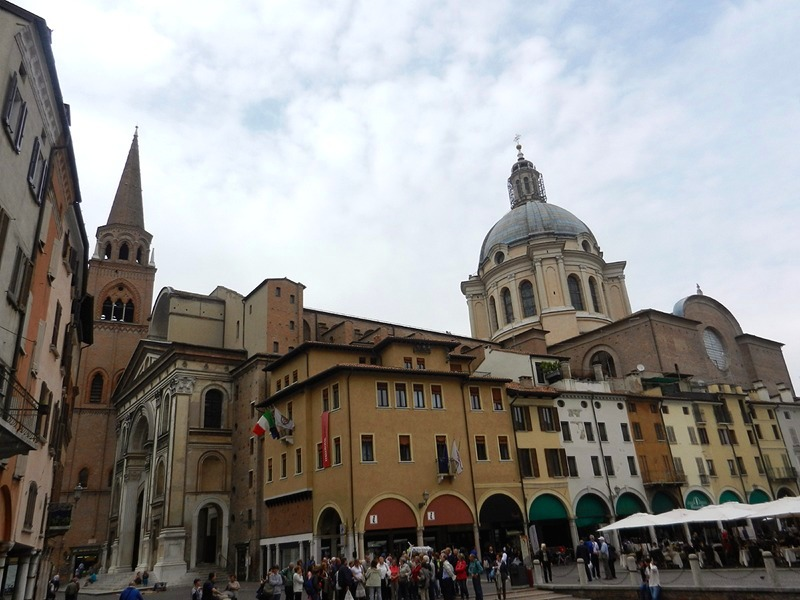
La basilique Saint-André vue de la place.
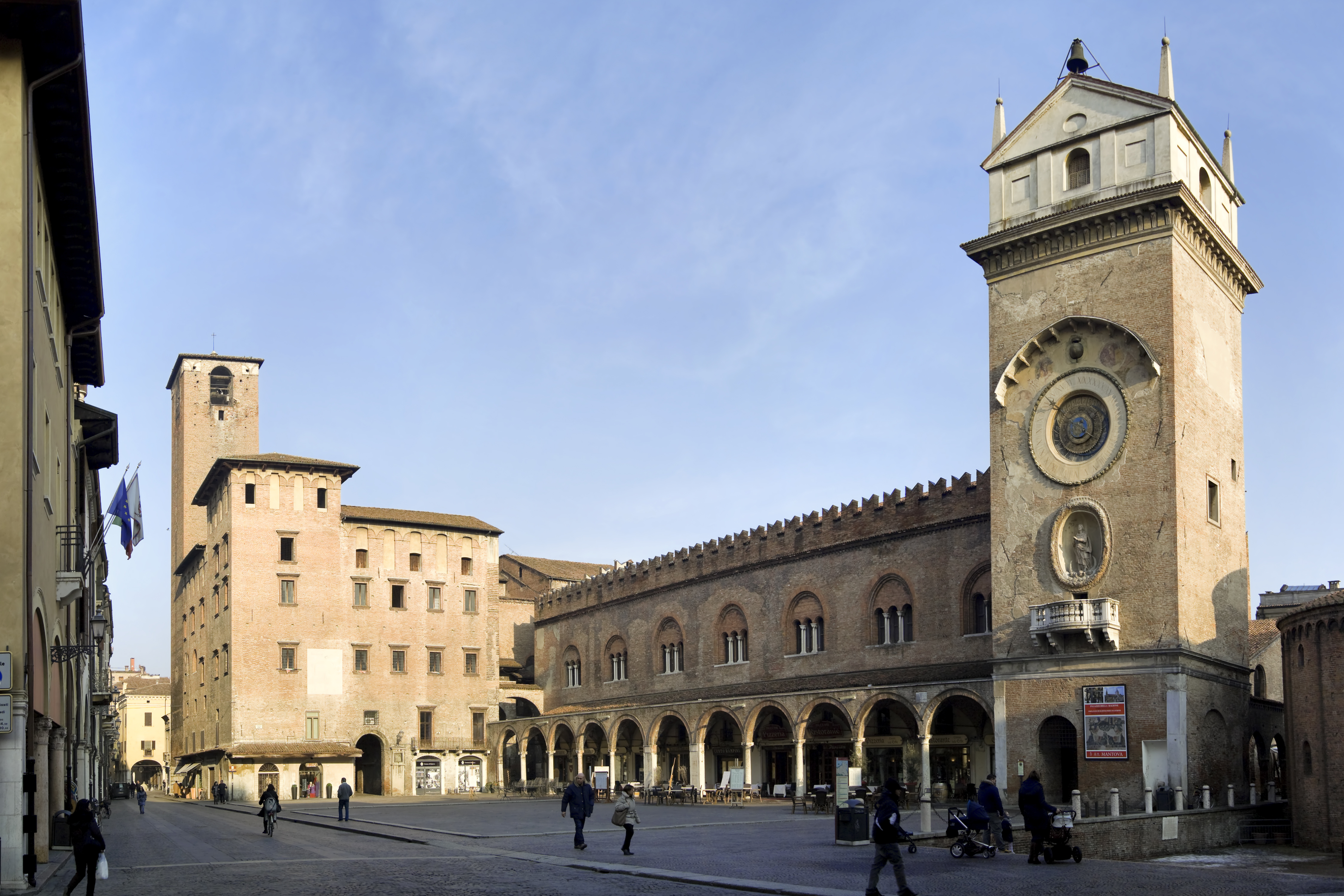
De gauche à droite : le Palazzo del Podestà, le Palazzo della Ragione et la tour de l'horloge.
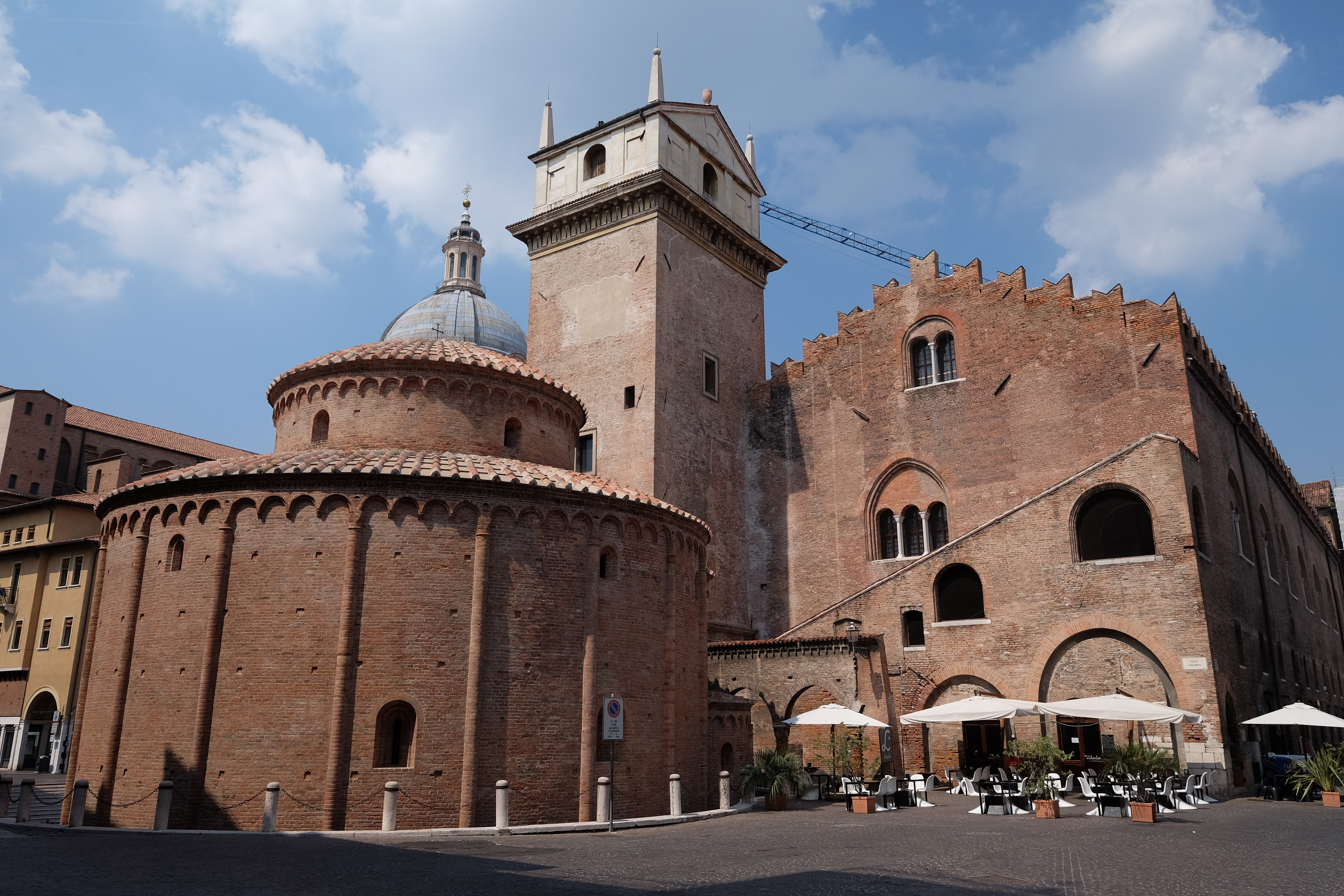
La rotonde San Lorenzo.